# Leo Callone
Leardo Callone (Lecco, 26 agosto 1945) è un nuotatore italiano di gran fondo, originario di Mandello del Lario, in provincia di Lecco.
È conosciuto anche come Caimano del Lario per le sue numerose vittorie ed imprese sportive sul lago di Como. Ha raggiunto il record del mondo, il 14 luglio 2013, con 100.000 km a nuoto percorsi lungo tutta la sua carriera, allenamenti e gare compresi. Da 30 anni nuota per la Pratogrande di Garlate.

## Biografia
La sua passione per il nuoto nasce sul lago di Como a Mandello del Lario dove il padre, Ermanno Callone, inizia a lavorare alla Moto Guzzi. Trascorre un'infanzia spensierata e trova sempre una scusa per gettarsi in acqua, anche di nascosto, per imparare a nuotare. Purtroppo, nel 1955, un tragico avvenimento cambia la vita di Leo; il padre muore in un incidente stradale mentre collaudava un sidecar. Già a 10 anni inizia a dedicarsi seriamente al nuoto e a 11 viene tesserato nella Canottieri Moto Guzzi. Poco più tardi trionfa nella sua prima traversata da Onno a Mandello del Lario. Leo, anni dopo sposerà Angela Lafranconi, che lo accompagna durante molte traversate anche come medico personale e nel 1974 nasce il loro unico figlio Nicola.

## Attività
Dopo numerose vittorie, a 33 anni, Leo vuole capire quali possibilità potrebbe ancora aggiungere alla sua carriera e decide così di affrontare la prossima sfida: compiere la traversata dello Stretto di Messina, il 21 giugno 1980. Leo organizza la prova con l'aiuto del nuotatore Nino Musciumarra, che lo accompagnerà successivamente nella traversata della Manica. Partito da Punta Faro, in Sicilia, con destinazione Cannitello in Calabria, il Caimano ottiene una vittoria e neanche le meduse riescono a fermarlo.
Un anno più tardi, nel 1981, Leo riesce a stabilire il record italiano, in 13 ore e 7 minuti (imbattuto per 25 anni), nuotando nel freddo e agitato tratto di mare del Canale della Manica, da Dover in Inghilterra a Calais sulla costa della Francia. Successivamente partecipa alla traversata dall'Isola di Capri a Napoli, e nel 1982 percorre di nuovo lo Stretto di Messina ma questa volta con una doppia traversata, andata e ritorno.
Una gara a cui Leo tiene molto è la "Maratona internazionale da Lecco a Dervio", sul lago di Como, alla quale partecipa a 5 delle 11 edizioni. Il ricordo più bello, secondo lui, è la traversata dall'isola di Ponza alla costa laziale a Circeo del 1986, e un anno dopo torna sul Lario con la traversata da Lecco a Colico.
Il 5 agosto del 1991 Leo, durante un viaggio in Scozia, decide di affrontare le acque del Loch Ness, il lago del mostro.
(Leo Callone, Leo Callone Bracciate per la vita, Macchione Editore)
Nel 1996 vola in Guatemala dove si allena per la doppia traversata del lago Atitlán a più di 1.500 metri di altitudine.

### Un dramma familiare
Nel 2000 un altro tragico avvenimento segna per sempre la vita dei coniugi Callone: il figlio Nicola muore investito da un'auto. I genitori sono distrutti e Leo non vuole più nemmeno nuotare. Solo dopo l'incontro con padre Mario Balbiani, Leo riesce a ritrovare la forza per ricominciare.
(Padre Mario Balbiani, Leo Callone Bracciate per la vita, Macchione Editore)

### Ritorno al nuoto
Il Caimano riparte dalla Sardegna, attraversando, nel 2001, le bocche di Bonifacio tra Corsica e Sardegna. Poi una prova durissima da Porto Torres a Castelsardo e successivamente dall'Isola dell'Asinara a Porto Torres, uno dei traguardi più belli per Leo. A 60 anni riceve la convocazione in maglia azzurra, ma deve superare una prova in Serbia, attraversare un fiume, il Sava, lungo 19 km da Jarak a Šabac.
Nel 2008 torna in Guatemala per compiere la doppia traversata del lago Petén Itzá.
Nel 2011 Leo e Angela vengono invitati all'inaugurazione della Clinica e della Parrocchia a San Luis (Petén). Un progetto che hanno fortemente sostenuto in memoria del figlio Nicola.
(Leo Callone, Leo Callone Bracciate per la vita, Macchione Editore)
Il 14 luglio 2013 Leo riesce a raggiungere il Record del mondo di 100.000 km a nuoto, percorrendo parte della traversata da Onno a Mandello del Lario. Dal 2011 al 2015 Leo smette di nuotare, a causa di un lungo periodo di malattia durante il quale combatte contro due tumori. Per fortuna le cure vanno bene e Leo riesce a guarire. Nel giorno del suo 70º compleanno nel 2015, si rituffa nel lago, nuotando da Bellano a Gravedona.
In occasione del suo 60º anno di carriera natatoria (1958-2018) Leo il 10 agosto 2017 ha attraversato il lago da Moltrasio ad Argegno lido e nel luglio 2018 partecipa alla Nuotata sotto le stelle sul Lago d'Orta dove ha ricevuto la cittadinanza onoraria dal comune di Orta San Giulio.
Nel 2020, il 18 luglio Leo accompagna nell'ultimo chilometro il nuotatore Andrea Oriana nella sua impresa natatoria da Colico a Lecco.
Invece il 16 agosto il Caimano nuota lungo tutto il periplo del lago di Mezzola, per festeggiare i suoi 75 anni, con partenza e arrivo a Verceia.

### Riepilogo totale vittorie in carriera
Circa 500 di cui:
300 in piscina: 50 titoli regionali, 19 titoli italiani
200 in acque libere: 18 titoli italiani, 13 maratone internazionali, 4 record del mondo, 5 Medaglie Azzurre (3 Capri-Napoli, 2 Coppe del Mondo in Jugoslavia)

## Risultati in piscina
| Lunghezza | Stile  | Vasca | Tempo     | Categoria | Primato  |
| --------- | ------ | ----- | --------- | --------- | -------- |
| 50 m      | Libero | corta | 31" 5     |           |          |
| 50 m      | Libero | lunga | 32" 2     |           |          |
| 100 m     | Libero | corta | 1' 07" 3  |           |          |
| 100 m     | Libero | lunga | 1' 08" 7  |           |          |
| 200 m     | Libero | corta | 2' 25" 0  |           |          |
| 200 m     | Libero | lunga | 2' 28" 9  |           |          |
| 400 m     | Libero | corta | 5' 10" 0  |           |          |
| 400 m     | Libero | lunga | 5' 19" 5  |           |          |
| 800 m     | Libero | corta | 10' 47" 0 | Master 45 | ita 1992 |
| 800 m     | Libero | lunga | 10' 59" 0 | Master 45 | ita 1992 |
| 1500 m    | Libero | corta | 20' 38" 0 |           |          |
| 1500 m    | Libero | lunga | 20' 53" 0 |           |          |

## Record

### Record mondiali e nazionali
- 1980 Traversata dello Stretto di Messina, record.
- 1984 Lecco - Dervio, 30 km, in 8 h e 04', record mondiale imbattuto.
- 1994 Primo a vincere 6 titoli italiani in una stagione: 3 in piscina (200, 400, 1500 stile libero) e 3 in mare (mezzofondo 5 Km, fondo 12 Km, e gran fondo oltre 12 Km).
- 1996 Staffetta Corsica - Italia, 133 Km, record mondiale.
- 1996 XI° Campionato Provincia di Lecco Traversata del Lario, vincitore assoluto.
- 1999 Staffetta Giro del lago di Como, 115 Km, record mondiale.
- 2001 Traversata Corsica - Sardegna, 18 km, in 4h e 57', record mondiale.
- 14 luglio 2013 Record mondiale di 100.000 km a nuoto, con la Onno - Mandello, percorsi lungo tutta la sua carriera, allenamenti e gare compresi.[8]

### Record internazionali
- 1981 Traversata della Manica, 21 miglia, in 13 h e 7', record imbattuto per 25 anni.
- 1991 Traversata del Loch Ness in Scozia.
- 1996 Traversata del Lago Atitlan in Guatemala.
- 2007 Doppia traversata del lago Peten Itza in Guatemala, 20 km.

## Palmarès
| Anno        | Manifestazione                                | Luogo              | Risultato         | Distanza                      | Note                            |
| ----------- | --------------------------------------------- | ------------------ | ----------------- | ----------------------------- | ------------------------------- |
| 1976 - 1982 | Gara "Trofeo di Ferragosto Litorale Derviese" | Dervio             | 1º                | 1 km                          | 8 volte vincitore               |
| 1982        | Campionati mondiali Capri - Napoli            | Capri              | 6º                | 33 km                         |                                 |
| 1982        | Traversata Portofino - Sestri Levante         | Portofino          | 2º                | 16 km                         |                                 |
| 1982        | Campionato italiano Miglio Marino             | Dervio             | 1º                | 1,6 km                        | cat. master                     |
| 1982        | Traversata Bellagio - Dervio                  | Bellagio           | 2º assoluto       | 10 km                         |                                 |
| 1983        | Campionati mondiali Capri - Napoli            | Capri              | 9º                | 33 km                         |                                 |
| 1983 - 1987 | Maratone internazionali Lecco - Dervio        | Lecco              | 4 Ori + 1 Argento | 30 km                         |                                 |
| 1985        | 24 ore natatoria in piscina olimpica          | Bruxelles          | 4º                |                               | per la ricerca contro il cancro |
| 1986        | Maratona Internazionale Ponza - Circeo        | Ponza              | 4º                | 40 km                         |                                 |
| 1989        | Traversata Como - Colico                      | Como               |                   | 48 km                         | in 15h e 33'                    |
| 1989        | Maratona Internazionali del Brasile           | Brasile            | 4º                |                               |                                 |
| 1990        | Maratona Internazionali del Brasile           | Brasile            | 3º                |                               |                                 |
| 1990        | Traversata del Lago di Mergozzo (NO)          | Lago di Mergozzo   | 1º                | 20 km                         | in 5h e 37'                     |
| 1992        | Periplo del Lago di Como                      | Lago di Como       |                   | 130 km                        | in 9 tappe                      |
| 1993        | Maratona di Alghero                           | Alghero            | 1º                |                               | cat. master                     |
| 1996        | Campionato del mondo di fondo                 | Sheffield          | 3º                |                               |                                 |
| 1996        | Traversata del Lario Onno - Mandello          | Onno               | 4º                |                               |                                 |
| 1996        | Campionato Italiano di fondo                  | Lago di Caldonazzo | 1º                |                               |                                 |
| 1996        | Maratona Internazionale di Belgrado           | Belgrado           | 1º                | 19 km                         | cat. master                     |
| 1996 - 1997 | Traversata S. Maria Rezzonico - Dervio        | Dervio             | 1º assoluto       |                               |                                 |
| 1998        | Campionati Mondiali di fondo                  | Casablanca         | 3º                |                               | cat. master                     |
| 1998        | Campionato italiano                           | Lecce              | 1º                | 200, 400 m - stile libero     |                                 |
| 1999        | Campionati italiani                           | Città di Castello  | 1º                | 200,400,1500 m - stile libero | cat. master                     |
| 2002        | Olimpiadi a Melbourne                         | Melbourne          | 6º                | 800 m e fondo 3 km            | cat. master                     |
| 2003        | Campionati Italiani                           | Chianciano Terme   | 1º                | 200 - 400 e 1500 m            | cat. master                     |
| 2003        | Traversata Porto Torres - Castelsardo         | Porto Torres       |                   | 30 km                         | in 11h e 40'                    |
| 2004        | Campionati italiani                           | Rossano            | 1º                | 200, 400, 1500 m              | cat. master                     |
| 2005        | Traversata Isola dell'Asinara - Porto Torres  | Asinara            |                   | 25 km                         |                                 |
| 2009        | Traversata Augusta - Siracusa                 | Augusta (Italia)   |                   | 22 km                         |                                 |
| 2015        | Traversata Bellano - Gravedona                | Bellano            |                   | 15 km                         |                                 |
| 2017        | Traversata Moltrasio-Argegno                  | Moltrasio          |                   | 16 km                         |                                 |
| 2018        | Nuotata dell'eremo (Lago Maggiore)            | Leggiuno           |                   | 1,5 km                        |                                 |
| 2020        | Periplo del lago di Mezzola                   | Verceia            | 1º assoluto       | 15 km                         |                                 |
| 2022        | Traversata Augusta-Brucoli (Sicilia)          | Augusta            |                   | 15 km                         |                                 |

## Onorificenze e riconoscimenti
- 1985 Targa e medaglia d'argento del premio nazionale La Torretta per la sua attività meritoria a favore dello sport.
- 1999 Riconoscimento dal Panathlon Club di Lecco. /  Certificato di Civica Benemerenza dal Comune di Lecco.
- 2006 Medaglia d'Oro di Civica Benemerenza dal Comune di Lecco.

- 2009 Premio Bracciate per la Vita dal CONI per la Traversata da Augusta a Siracusa.[12]

- 2012 Premio Sportivamente (provincia di Lecco).[13]
- 2015 (2 febbraio) Premio Atletico dell'Università di Pavia per lo Sport e l'Impegno Sociale.[14]
- 2016 Menzione speciale al Premio Rosa Camuna 2016: "Per la sua brillante carriera natatoria nella specialità 'Gran Fondo', le sue numerose vittorie e le imprese sportive sul lago di Como, compiute anche in nome della solidarietà".[15]
- 2016 (18 dicembre) Cittadinanza onoraria da parte del comune di Colico.
- 2018 (luglio) Cittadinanza onoraria da parte del comune di Leggiuno, il paese del grande Gigi Riva, per i 60 anni di attività e per aver partecipato alla Nuotata dell'Eremo ndr.[16]
- 2018 (agosto) Cittadinanza onoraria da parte del comune di Orta San Giulio.
- 2018 (31 agosto) Cittadinanza onoraria da parte del comune di Mandello del Lario per i 60 anni di attività sportiva (1958-2018).
- 2019 (ottobre) Attestazione di Civica Benemerenza dal Comune di Dervio per meriti sportivi[17].